# Schoonebeek

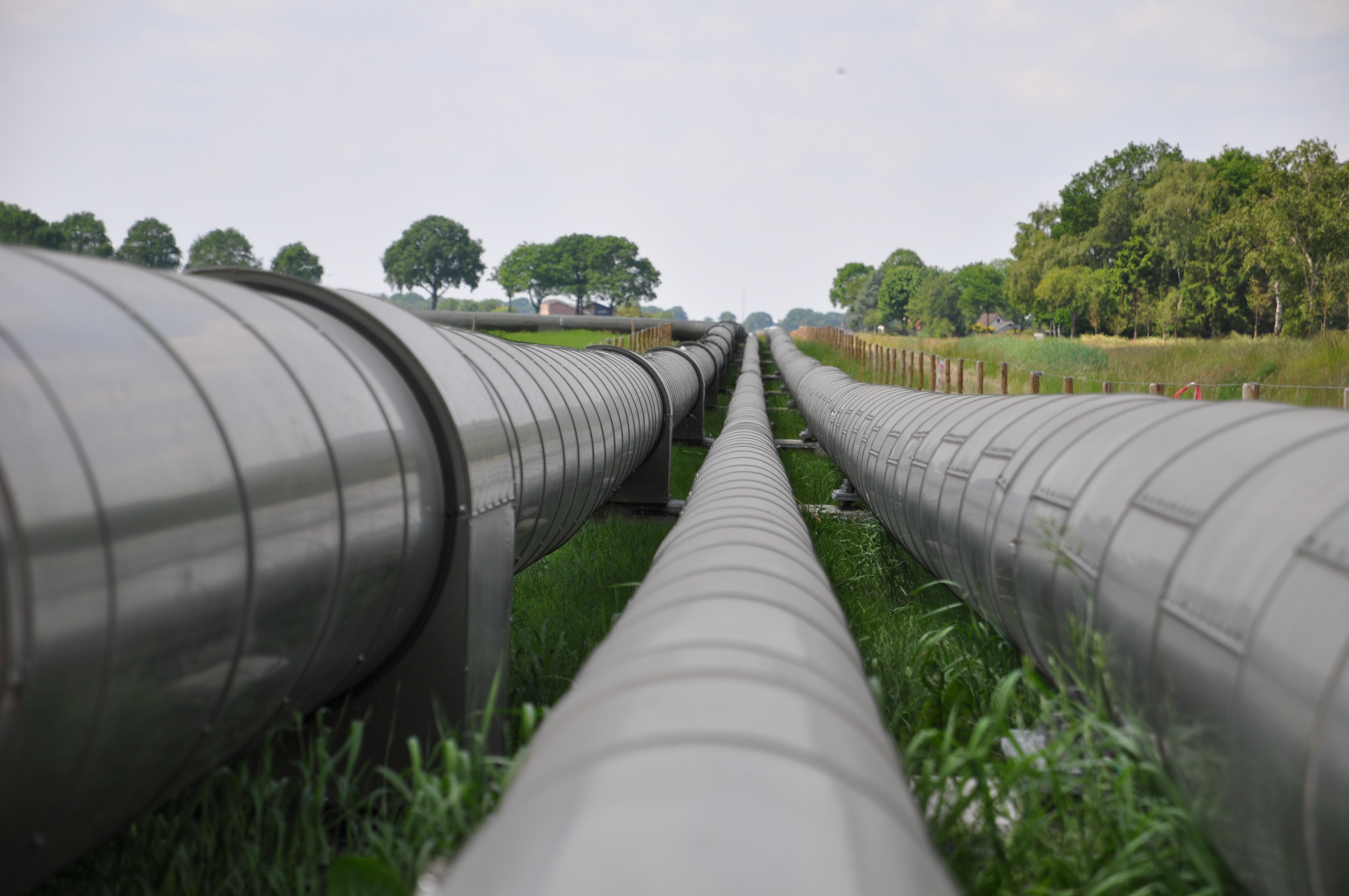
Buizen in het landschap voor de oliewinning

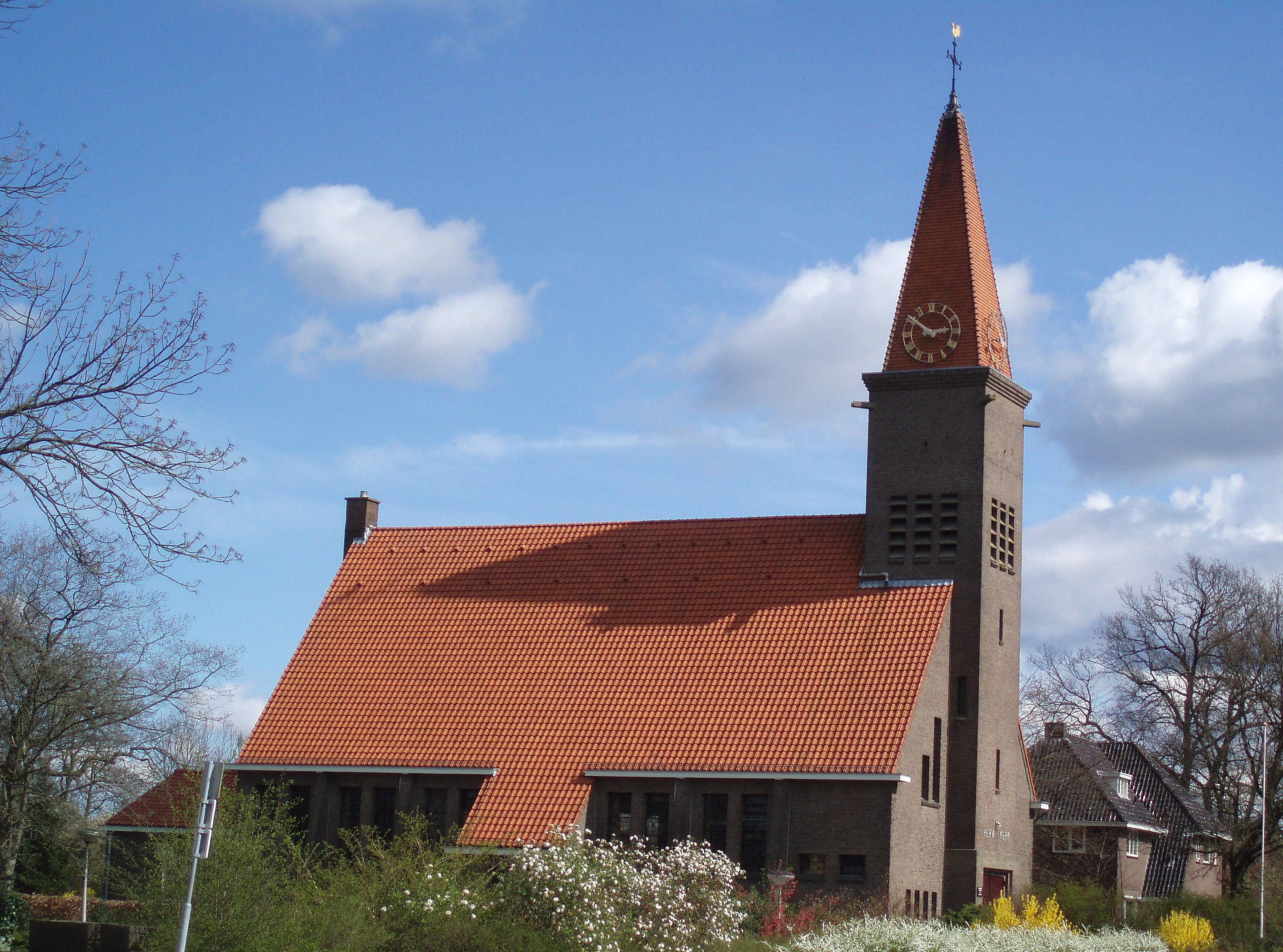
De hervormde kerk bepaalt het aangezicht van Schoonebeek

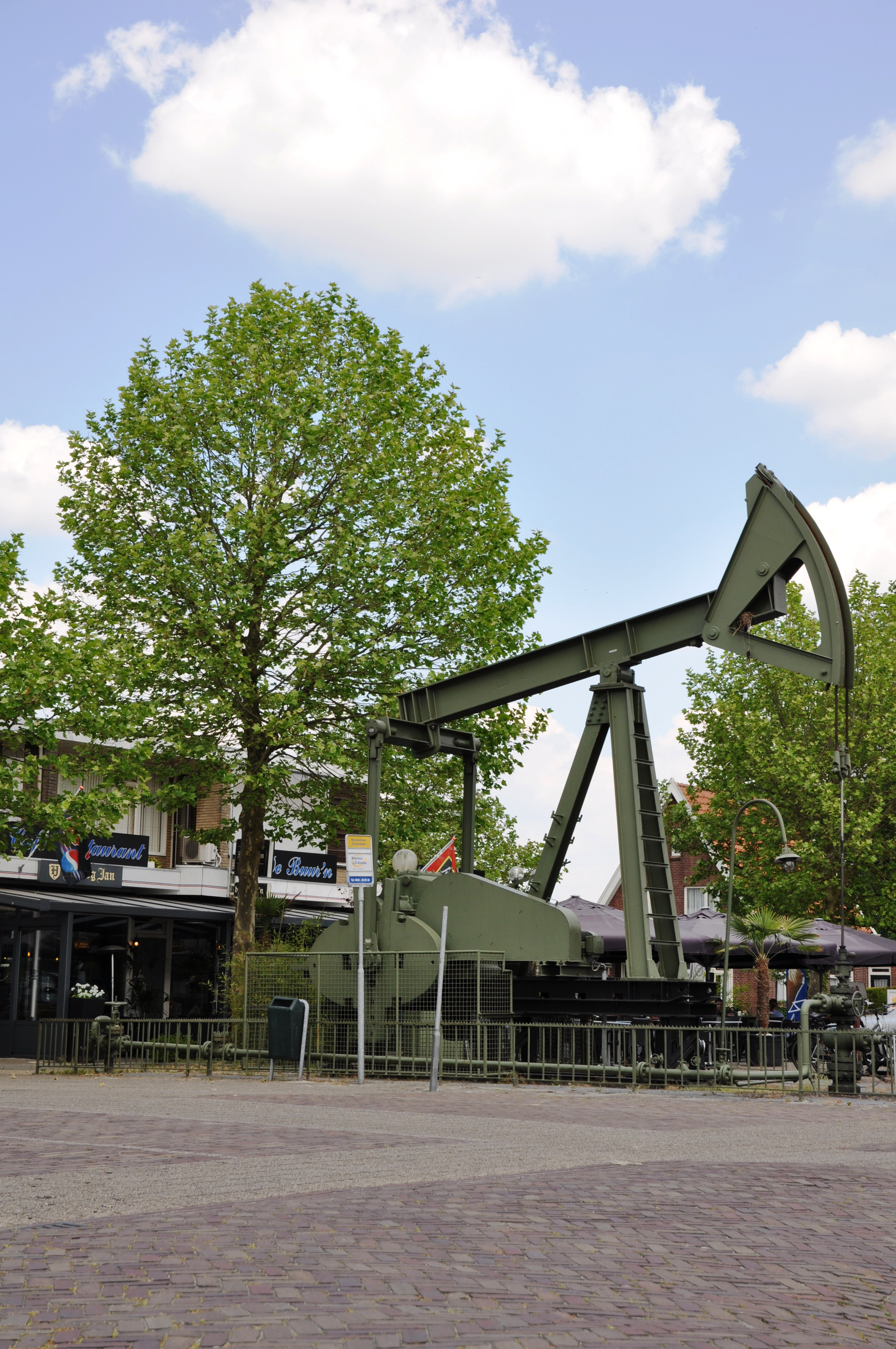
De jaknikker in het centrum van Schoonebeek.

Schoonebeek (tot 1952: Oud-Schoonebeek) (Drents: Skoonebeek of Aold-Skoonebeek) is een dorp in de gemeente Emmen in de Nederlandse provincie Drenthe. In Schoonebeek bevindt zich het op een na grootste olieveld van het vasteland van West-Europa (na het Matzenveld in Oostenrijk).

## Geschiedenis

### Sage
Een oude sage vertelt over het ontstaan van Schoonebeek. De mooie Rebekke uit Noordbarge (Emmen) zou ongewenst zwanger zijn geworden. Na een volksgericht werd zij verbannen en trok het moerasgebied in. Op een bewoonbare zandrug baarde zij haar kind. De plek werd naar de schone Rebekke vernoemd: Schoonebeek.

### Feiten
In werkelijkheid dankt Schoonebeek zijn naam aan de schone, op zandgrond stromende, beek. Deze beek viel op in het veenland met zijn zwarte watertjes en meren.
Schoonebeek is tussen 1250 en 1435 gesticht als veenontginningsdorp en is samen met Ruinerwold een van de oudste ontginningsdorpen van Drenthe. De oudst bekende vermelding dateert van 26 mei 1341.
Het dorp bestond oorspronkelijk uit vier delen: Westerse Bos (ook wel: Westeinde), Middendorp, Kerkeind en Oosterse Bos (ook wel: Oosteinde). Deze lagen op een verhoging in het landschap.
Het dorp groeide in de jaren na 1947 flink door de vondst van aardolie. Er werden veel arbeiderswoningen gebouwd voor medewerkers van de Nederlandse Aardolie Maatschappij. Architect Arno Nicolaï ontwierp de woningen aan de Julianalaan, de Hankenhofweg en de Norbruislaan, alsmede de gereformeerde kerk.
Voordat het onderdeel werd van de gemeente Emmen tijdens de herindeling in 1998 behoorde Schoonebeek tot de gemeente Schoonebeek, die ontstond na een scheiding tussen Schoonebeek en de voormalige gemeente Dalen op 1 juli 1884. Het Tweede Kamerlid Lucas Oldenhuis Gratama speelde een belangrijke rol bij de totstandkoming van de zelfstandige gemeente.
Van 1958 tot 2009 had Schoonebeek een eigen school voor middelbaar algemeen voortgezet onderwijs, de Christelijke Mavo Schoonebeek.

### Aardolie
In 1943 werd in de aardlagen onder het dorp een olieveld ontdekt door de Bataafse Petroleum Maatschappij. Dit veld werd vervolgens geëxploiteerd door de Nederlandse Aardolie Maatschappij (NAM). Met zogenaamde jaknikkers werden tot 1996 zo'n 250 miljoen vaten olie opgepompt. De olie werd met de trein vervoerd vanaf Emplacement Schoonebeek.
In 1996 werd de winning van de dikvloeibare aardolie gestaakt, omdat deze te onrendabel was geworden. De opgepompte olie bestond uit 95% zout water en 5% olie.
In 2005 werd bekeken of er weer opnieuw kon worden gestart met oliewinning. Hiervoor is er in november en december van dat jaar seismologisch onderzoek gedaan en werd over een groot gebied een meetnetwerk aangelegd. In december 2007 is bekendgemaakt dat er in 2010 weer gestart zou worden met het winnen van olie. Het project zorgt ervoor dat de Nederlandse aardoliereserves met ongeveer 50 procent toegenomen zijn. De jaknikkers keerden echter niet meer terug. Omdat het steeds lastiger is geworden om de taaie, stroperige olie uit de grond te halen, past de NAM stoominjectie toe. De stoom wordt gehaald uit een nieuw gebouwde installatie, die naast de rioolzuiveringsinstallatie in Emmen staat. Met restwarmte van een warmte-krachtcentrale wordt het water tot stoom verhit en tegelijkertijd elektriciteit opgewekt. Het mengsel van water (95%) en olie (5%) wordt opgepompt. Na scheiding van water en de olie wordt het water opgeslagen in een leeg gasveld onder Schoonebeek en de olie getransporteerd naar een raffinaderij in het Duitse Lingen. Op 24 januari 2011 is het veld officieel weer in productie genomen. Het afvalwater werd in eerste instantie in lege gasputten in Twente opgeslagen, maar na problemen met lekkende transportleidingen en protesten van inwoners van Twente is deze opslag gestaakt.

#### "De spuiter"
Op maandag 8 november 1976 ging er iets mis: in de vroege ochtend begaf de afsluiter bij een van de putten het. Hierdoor spoot er twee dagen lang formatievloeistof, vermengd met zand en olie, uit de put. Een groot gedeelte van Schoonebeek werd bedekt onder een laagje oliehoudend zand. Pas dinsdagavond lukte het de technici de put af te sluiten. De NAM liet alles reinigen door schoonmaakploegen en keerde schadevergoedingen uit.

## Geografie
Schoonebeek ligt vlak aan de Duitse grens en aan het Schoonebeker Diep, dat tevens de grens tussen Nederland en Duitsland vormt. Schoonebeek wordt ook wel Oud-Schoonebeek genoemd, waarschijnlijk om verwarring met het dichtbijgelegen Nieuw-Schoonebeek te voorkomen.

## Bezienswaardigheden

### Jaknikkers
Er zijn nog enkele jaknikkers te bezichtigen. De meest bijzondere staat in het centrum, op de plek waar hij altijd heeft gewerkt. Overdag draait hij nog steeds, hoewel hij geen olie meer oppompt. Deze jaknikker is rijksmonument.
Ook op enkele andere plaatsen aan de rand van het dorp heeft men jaknikkers laten staan, onder andere aan de weg naar Erica ter hoogte van de Valendisweg en aan de weg naar Nieuw-Schoonebeek ter hoogte van Koelveen. Deze jaknikkers staan echter stil.

### Overig
- In het Westerse Bos, Middendorp en Oosterse Bos staan enkele oude boerderijen die zijn aangemerkt als beschermd dorpsgezicht, zie: Westerse Bos en Oosterse Bos
- De Zwaantje Hans-Stokman's Hof: een gerestaureerde Saksische boerderij uit de 17e eeuw, verbouwd in 1887. Hier zijn zandtapijten te bewonderen. Eenmaal per jaar is er een wedstrijd onder basisschoolleerlingen om het mooiste tapijt te strooien. Sinds de officiële heropening op 7 mei 2014 is er tevens een expositie te vinden over de oliewinning in Schoonebeek.
- Schoonebeek is ook de enige plaats in Nederland waar de zogenaamde boô voorkomt. Dit is een oude Saksische veehut waar de herder met zijn vee verbleef.
- In natuurgebied de NAM-vijver is de zeldzame brede orchis te vinden.
- Voormalige fabrieksgebouwen van de N.V. Oud-Schoonebeeker Turfstrooiselfabriek en Veenderij A. Veldkamp-Erica.[5] Tegenwoordig in gebruik als locatie voor feesten en bekend onder de naam Turfcafé.
- Het schapenras Schoonebeker heideschaap komt voort uit het gebied rond Schoonebeek.
- Schoonebeek is een van de weinige plaatsen in Nederland waar nog hoogveen te vinden is.
- Luchtwachttoren 7Z3 - Schoonebeek van het Korps Luchtwachtdienst, gebouwd in 1954 ten tijde van de Koude Oorlog aan het Schoonebeker Diep bij de grensovergang naar Emlichheim.
- Gedenksteen aan de Europaweg, een monument voor negen Schoonebekers die sneuvelden in de Tweede Wereldoorlog.
- De katshaarschans met een kleine schapenkudde.
- Algemene Begraafplaats Schoonebeek, met graven van oud-burgemeesters.
- Jaarlijks muziekuitvoering medio maart van Muziekvereniging De Bazuin.
- Jaarlijks op de laatste zaterdag van de maand augustus wordt de Boortorenwandeltocht gehouden, afwisselend op Nederlands of Duits gebied. Start en Finish thans bij het Oude Gemeentehuis ('t Aole Gemientehoes)
- Bouwwerken van de architect Arno Nicolaï:
  - Ontspanningscentrum De Boô
  - Gereformeerde Kerk Schoonebeek
  - Arbeiderswoningen aan de Julianalaan en Hankenhofweg
  - Bungalows aan de Norbruislaan

## Sport en recreatie
De plaatselijke voetbalclub is SVV '04. Schoonebeek heeft ook een zwembad genaamd De Slagen.

## Geboren
- Adri Bom-Lemstra (1962), juriste, bestuurder en politica
- Maruschka Detmers (1962), actrice
- Ronald Lubbers (1966), voetbalbestuurder, voorzitter van FC Emmen
- Erik Regtop (1968), voetballer
- Marc Hegeman (1974), voetballer
- Robin Jalving (2000), voetballer

## Trivia
- Schimpnaam voor de inwoners: Veenkloeten.
- Lodewijk Bernardus Johannes Dommers werd in 1884 de eerste burgemeester van Schoonebeek.
- Ieder jaar op de laatste zaterdag van augustus is er de zogenaamde Boortorenwandeltocht met afstanden over 5, 10, 15, 20 en 40 kilometer. Om de 5 jaar is er zelfs een 50 kilometer route. Op 31 augustus 2024 werd de 67e editie georganiseerd waaraan ruim 1800 wandelaars hebben deelgenomen.
- Ieder jaar in het eerste weekend van juli wordt in Schoonebeek een van de grootste recreatieve waterpolotoernooien van Nederland gehouden. De teams komen onder andere uit: Nederland, Duitsland, België, Frankrijk en het Verenigd Koninkrijk. Er wordt gespeeld in het nabijgelegen natuurbad 'De Zandpol'.

## Fotogalerij

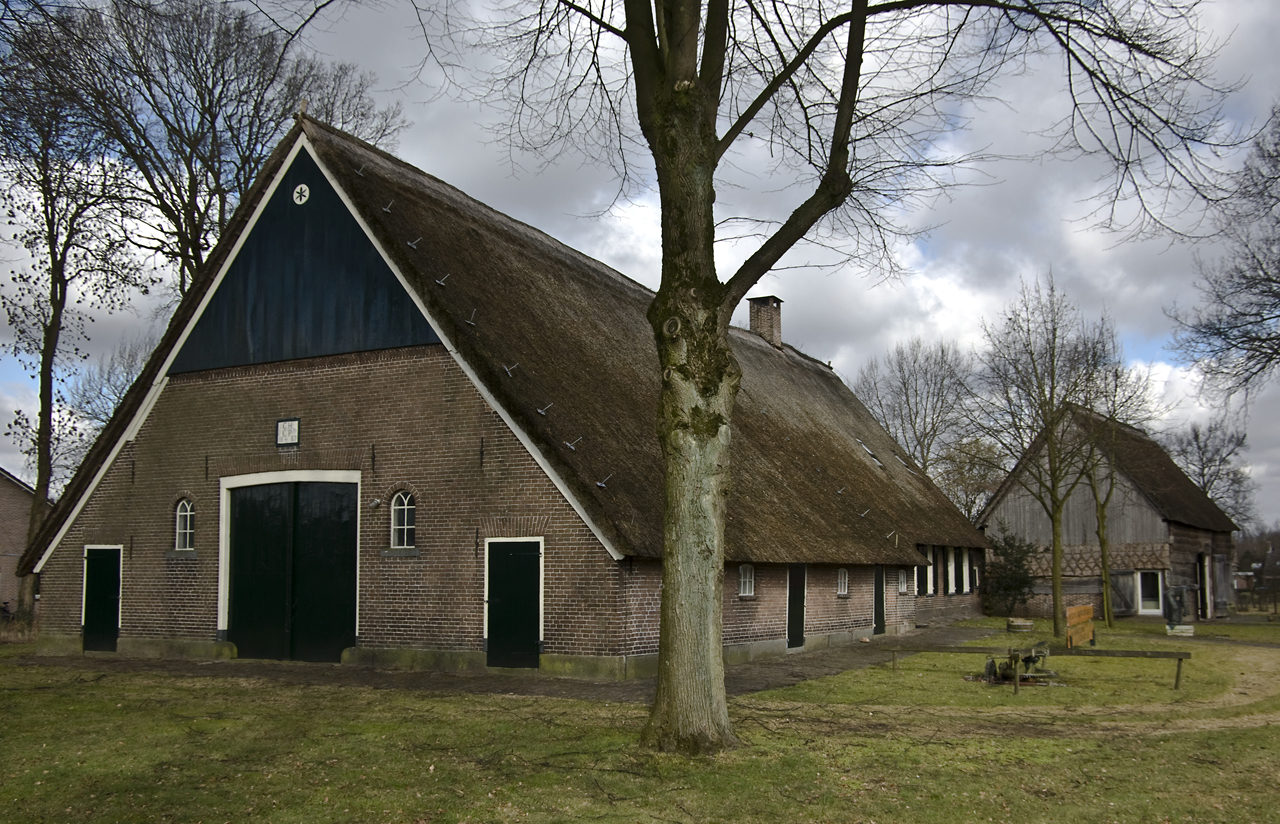
Zandstrooi-boerderij Zwaantje Hans-Stokman's Hof.
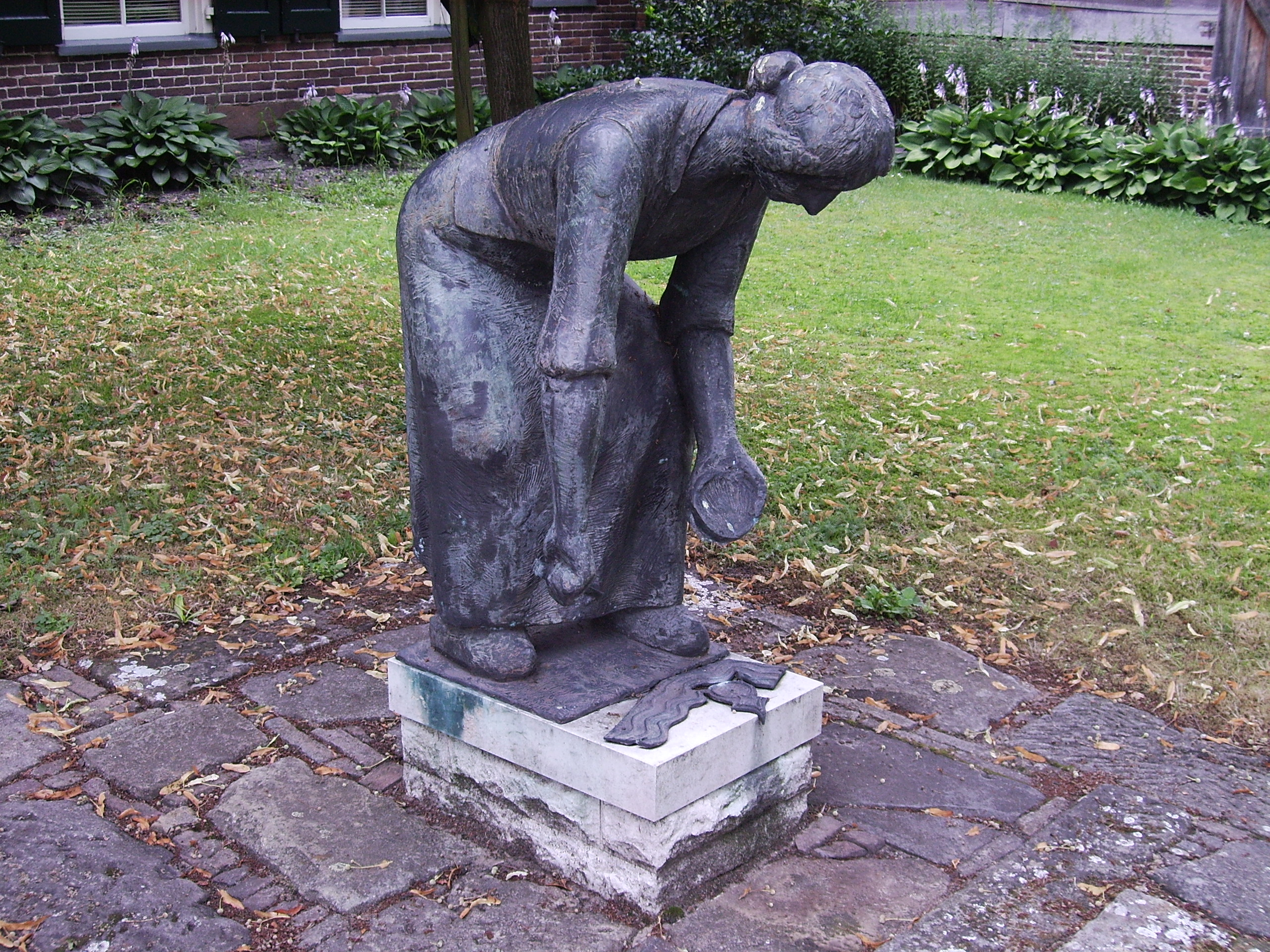
Beeld van een zand strooiende Zwaantje Hans. (O. de Ruyter, 1984)
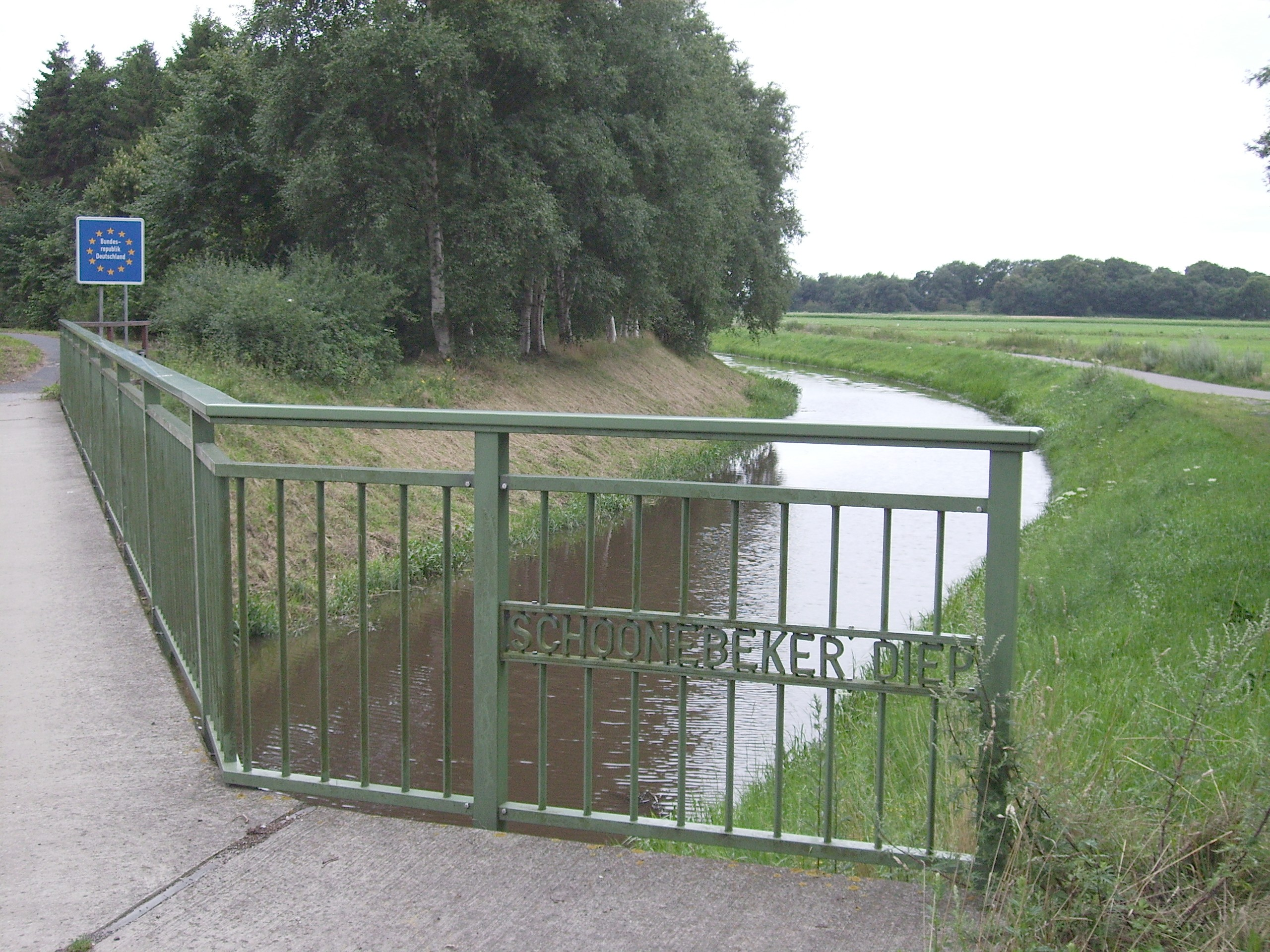
Het Schoonebeker Diep vormt de grens tussen Nederland en Duitsland.
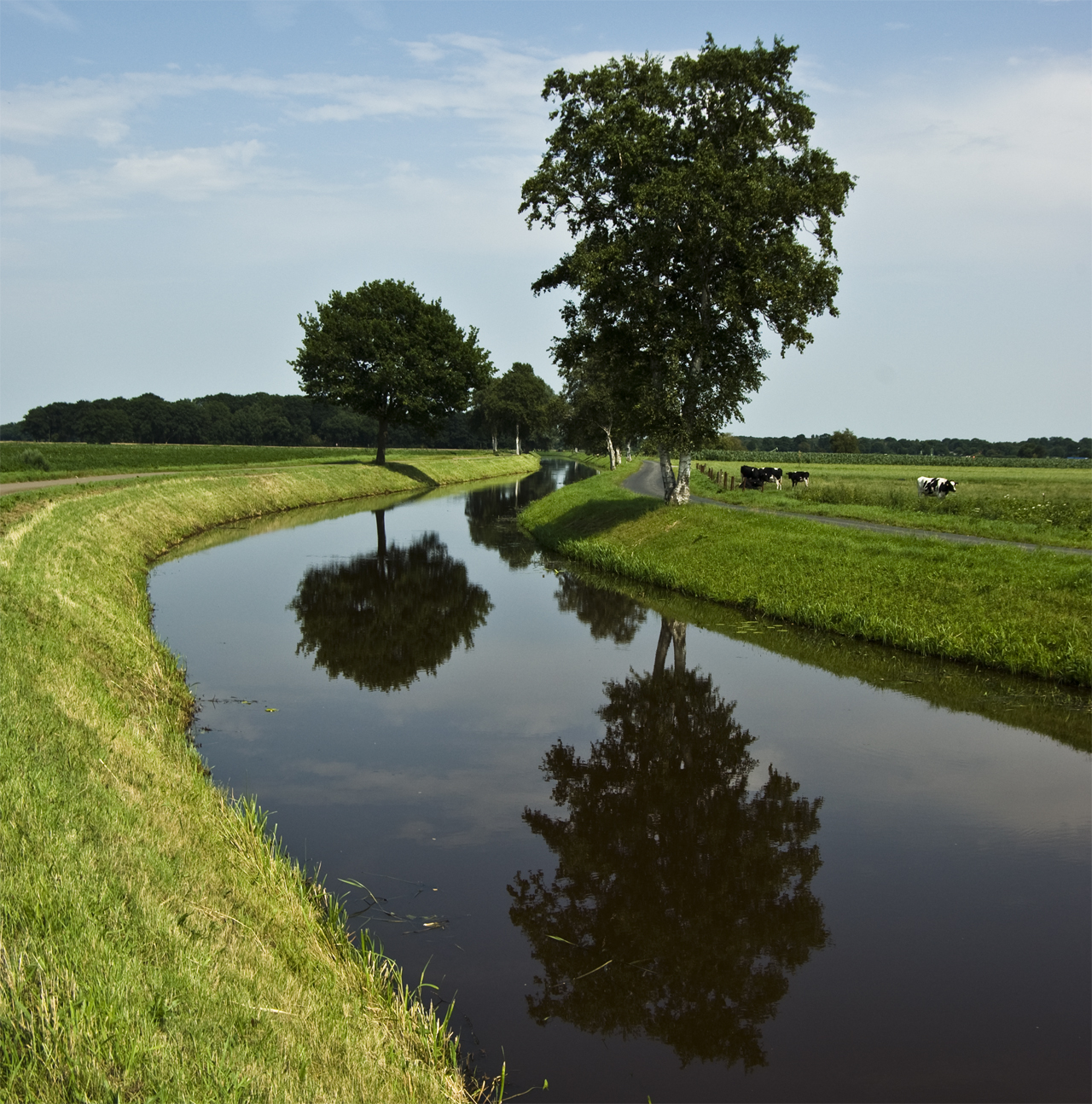
Schoonebeker Diep
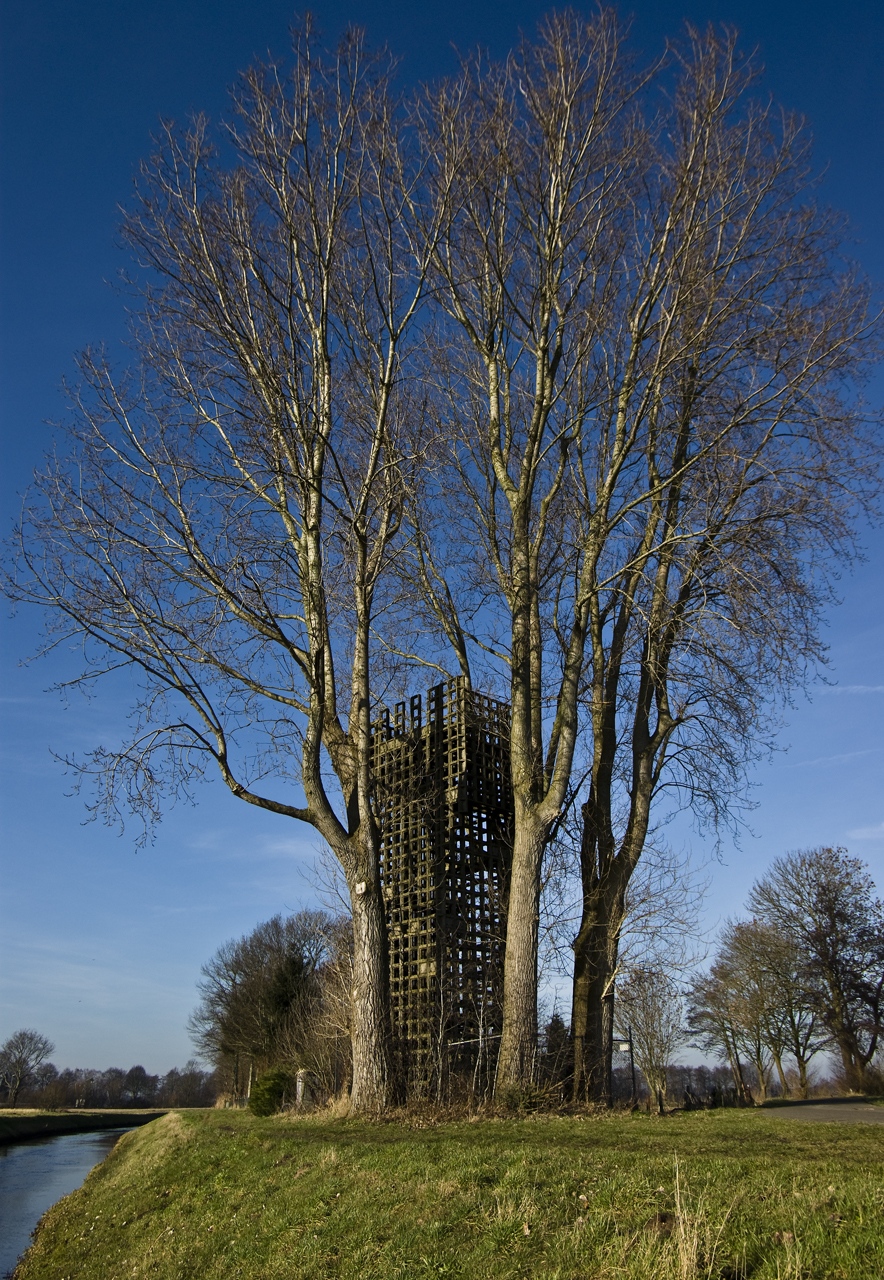
Luchtwachttoren aan het Schoonebeker Diep
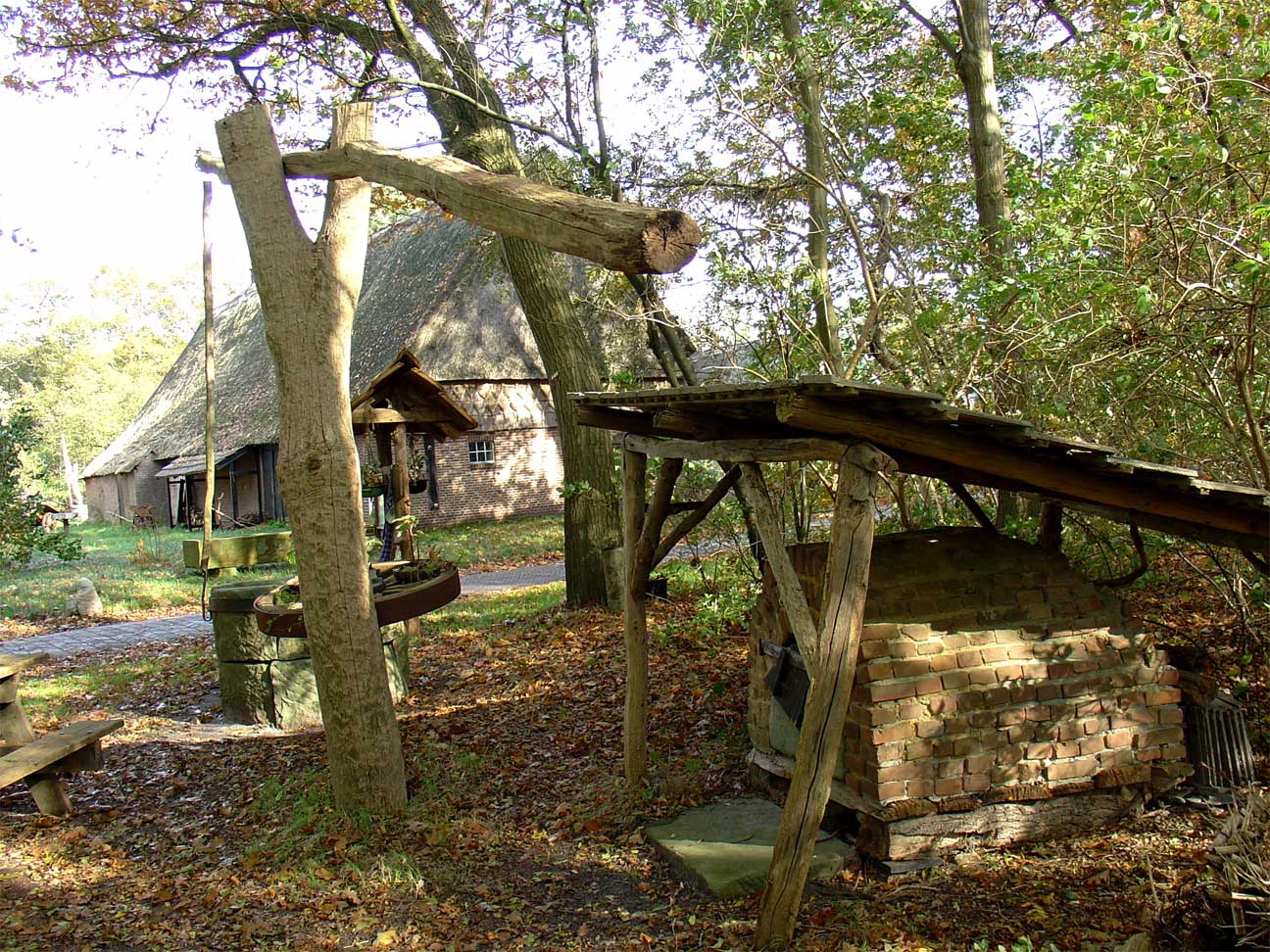
Oosterse Bos
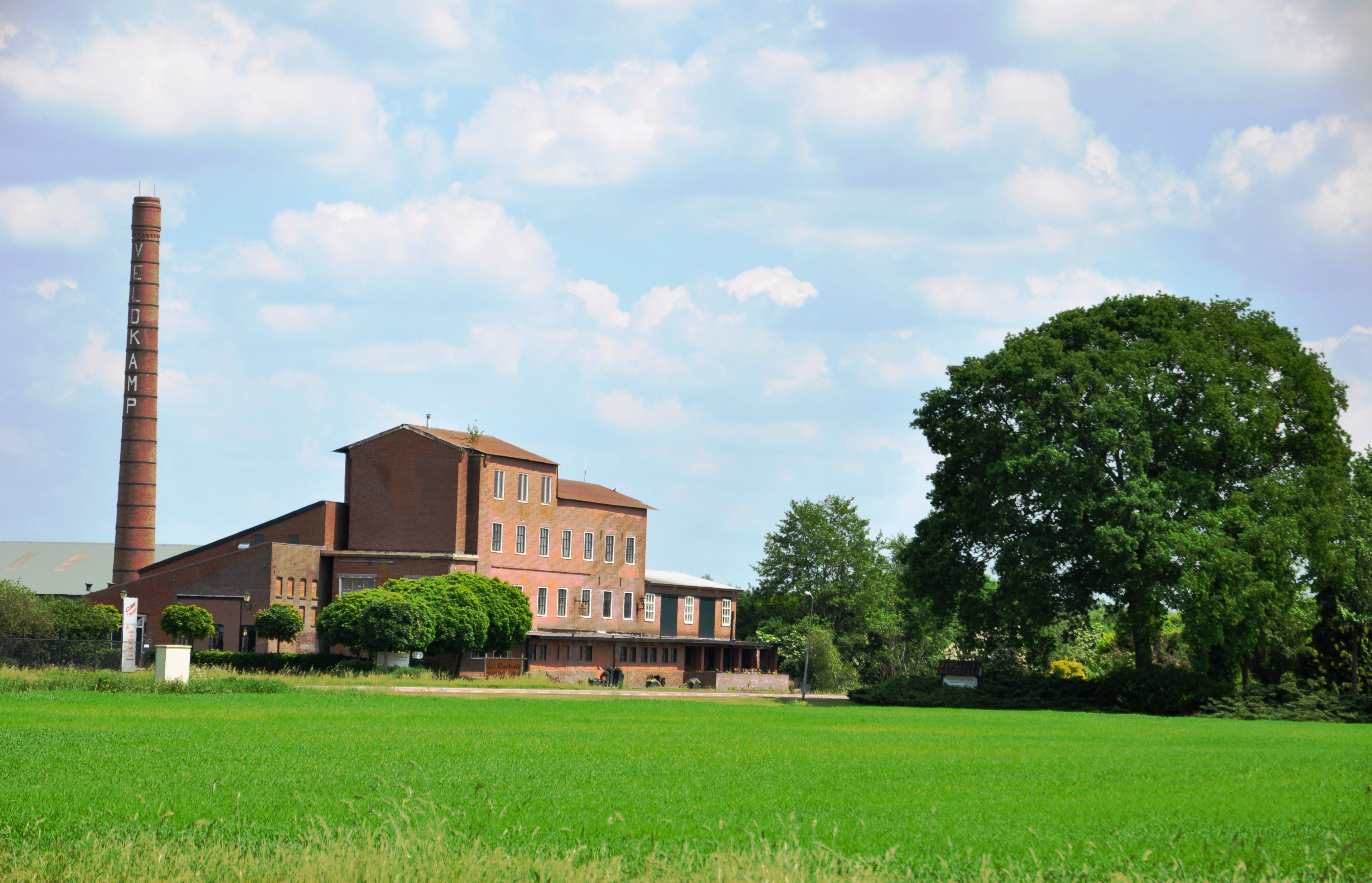
Het Turfcafé
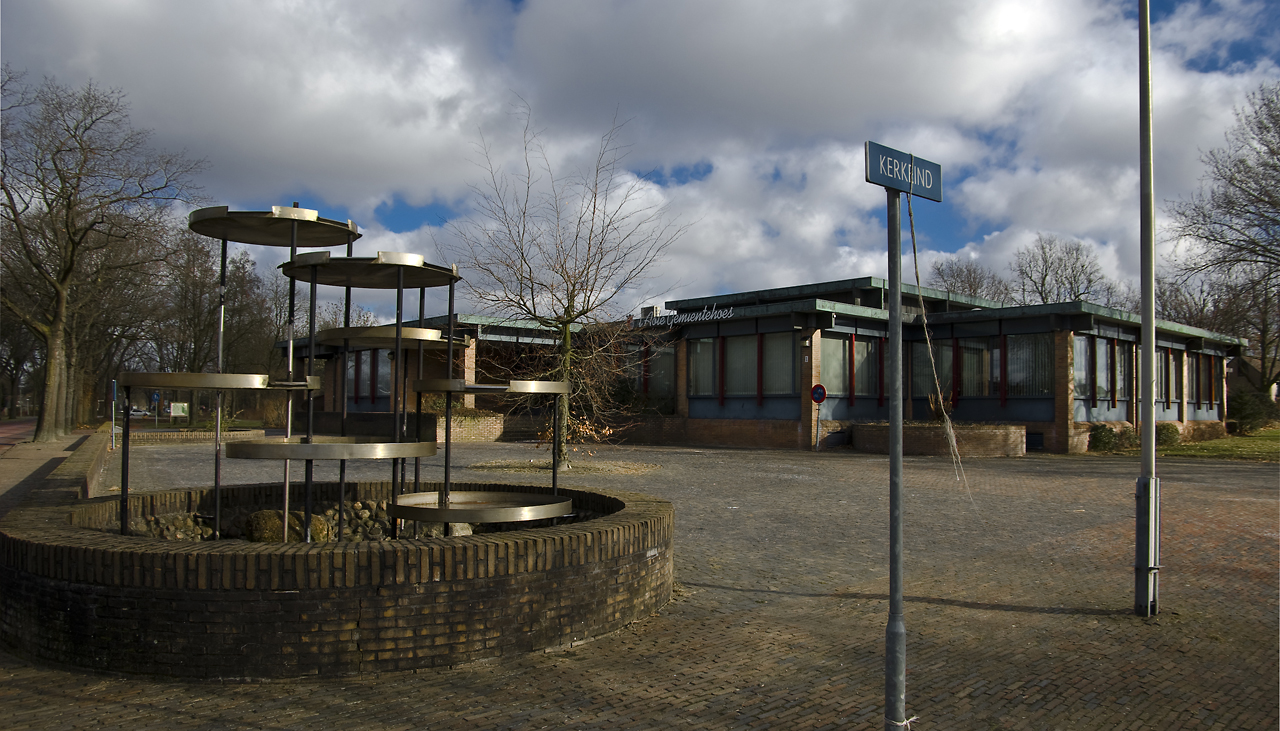
Oude Gemeentehuis
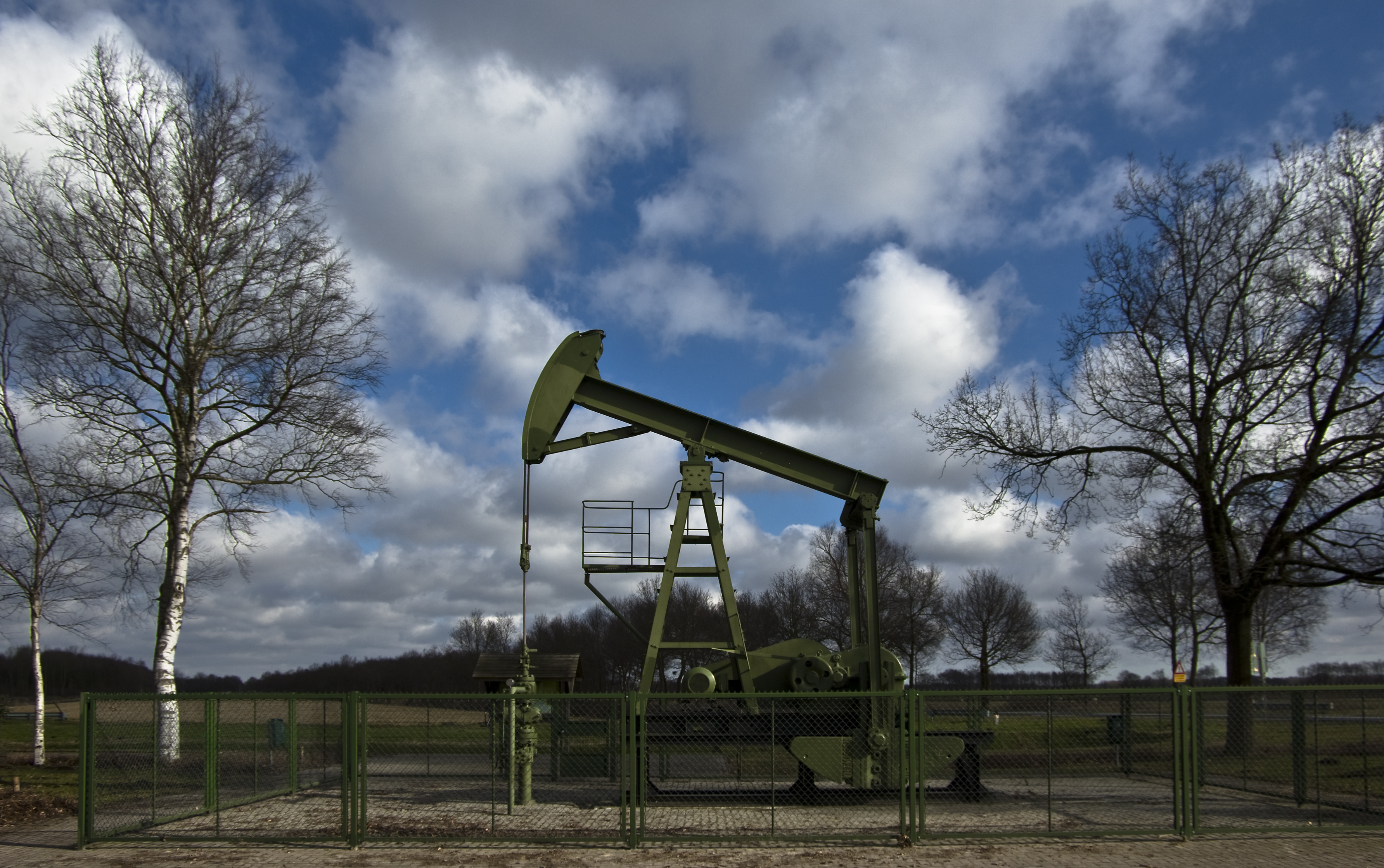
Jaknikker
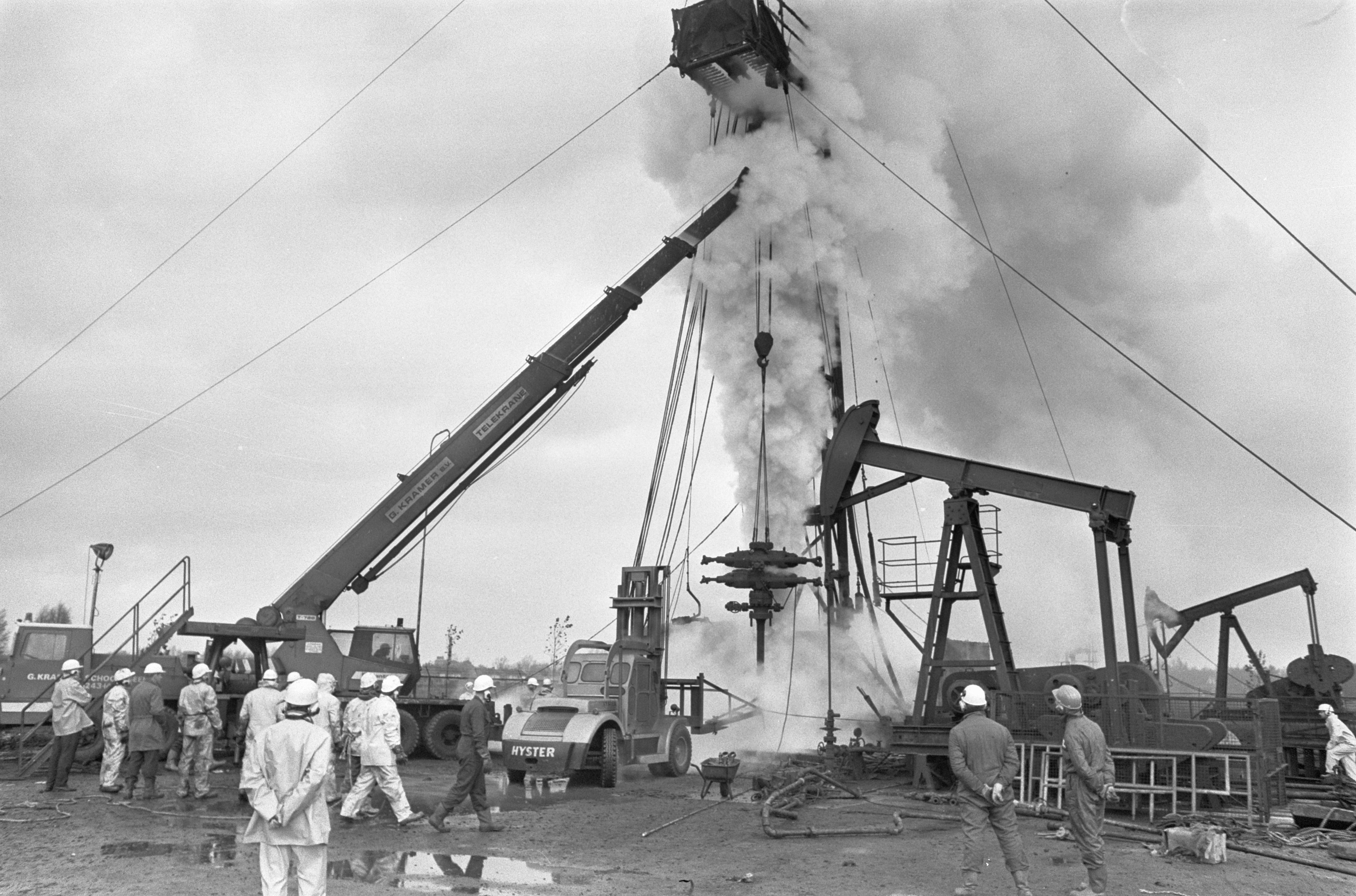
Oliefontein in Schoonebeek op 9 november 1976
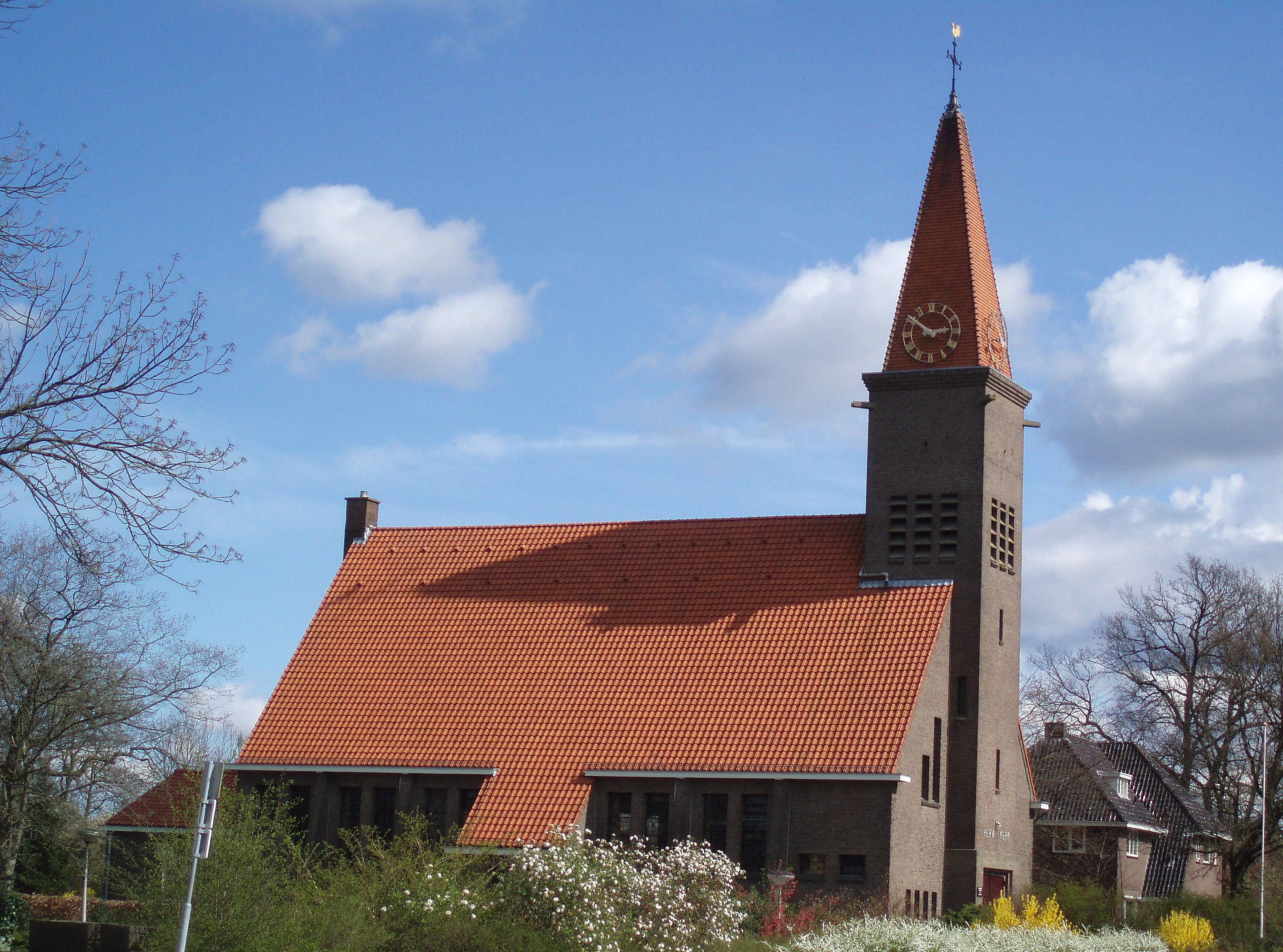
Hervormde kerk

Drenthe: Steden en dorpen      Nederland: Provincies · Gemeenten